# Jargalant (Töv)
Pour les articles homonymes, voir Jargalant.
Jargalant (mongol : Жаргалант, « bonheur ») est un sum de la province de Töv située au centre de la  Mongolie.